# Alice Wairimu Nderitu
Alice Wairimu Nderitu es una analista de conflictos armados, mediadora, educadora y autora keniata. Ganó varios premios que reconocen su compromiso con la resolución pacífica de conflictos en África y su enfoque innovador de la mediación.

## Logros profesionales
Es miembro de la Red de Mujeres Africanas en la Prevención de Conflictos y la Mediación (Fem-Wise) de la Unión Africana, la Red de Mujeres que Luchan por la Paz, las Voces Comunitarias por la Paz y el Pluralismo y es columnista del East African Newspaper.
Se desempeñó como comisionada de la Comisión Nacional de Cohesión e Integración en Kenia y fue una de las fundadoras y primera copresidenta de la Plataforma Uwiano por la Paz, una agencia de prevención de conflictos que utiliza tecnología móvil para alentar a los ciudadanos a reportar indicadores de violencia, vinculando temprano advertencia a una respuesta temprana.
Fue uno de los tres mediadores (los otros dos eran hombres) de un acuerdo de paz firmado por diez comunidades étnicas en Nakuru, Kenia. Durante 16 meses, fue la única mujer en un proceso de paz de 100 ancianos y 3 mediadores. Fue la mediadora principal en un proceso de paz que involucró a veintinueve comunidades étnicas en el estado de Kaduna y que llevó a la firma de la Declaración de Paz de Kafanchan. Fue la mediadora principal en un proceso de paz que involucró a cincuenta y seis comunidades étnicas que condujeron a la Declaración de Paz Intercomunal de la Meseta Sur en la Meseta Sur, Nigeria.
Es miembro del Comité Nacional de Kenia para la Prevención y el Castigo del Crimen de Genocidio, Crímenes de Guerra, Crímenes de Lesa Humanidad y todas las Formas de Discriminación. Como líder internacional en un campo dominado por los hombres, Alice Nderitu ha sido una defensora de la inclusión de la mujer en varios foros internacionales y ha contribuido a informes sobre el tema.
También se desempeñó como comisionada de la Comisión Presidencial de Investigación sobre la disolución del gobierno del condado de Makueni en Kenia.
Cita: "El conflicto es un hecho de la vida. La violencia y el conflicto no significan lo mismo porque el conflicto implica opciones que incluyen intervenciones antes de que se vuelva violento. Ahora debemos unir nuestras manos para trabajar hacia el tipo de intervenciones que promuevan la propiedad comunitaria de la paz "—Alice Nderitu"
El 10 de noviembre de 2020, fue nombrada por el secretario general de la ONU, Antonio Guterres, como Asesora Especial de la ONU para la Prevención del Genocidio.

## Premios y reconocimientos
- 2011, Miembro de Justicia Transicional del Instituto de Justicia y Reconciliación de Sudáfrica.[7]
- 2012, Mujer Pacificadora del Año por el Instituto Joan B. Kroc para la Paz y la Justicia, Universidad de San Diego, EE. UU.[8]
- 2014, Raphael Lemkin - Instituto de Auschwitz para la Prevención del Genocidio.[9]
- 2015, obtención de la beca Aspen Leadership.
- 2017, premio Global Pluralism Award otorgado por Global Center for Pluralism (Aga Khan IV y el gobierno de Canadá) por su compromiso con la prevención de conflictos en África y el enfoque innovador de la mediación.[10]
- 2018, Premio Jack P. Blaney otorgado por el Centro Morris J. Wosk para el Diálogo de la Universidad Simon Fraser por utilizar el diálogo para apoyar la resolución de conflictos, incluidos, entre otros, los roles en Kenia y Nigeria.[11]
- 2019, Premio al Campeón de la Paz y la Cohesión de la Diversidad e Inclusión del Premio Nacional de Inclusión de la Diversidad de Kenia (premios DIAR)

## Publicaciones
- Mukami Kimathi – Mau Mau Woman Freedom Fighter – Wairimu Nderitu[12][13][14][15][16][17][18]
- Anass Bendrif, Sahira al Karaguly, Mohammadi Laghzaoui, Esmah Lahlah, Maeve Moynihan, Alice Nderitũ, Joelle Rizk, and Maytham Al Zubaidi. (2009). An introduction to human rights in the Middle East and North Africa- a guide for NGOs.[19]
- Alice Nderitũ and Jacqueline O’Neill. (2013). 7 myths standing in the way of women’s inclusion. Inclusive Security.[20]
- Alice Wairimũ Nderitũ. (2014). From the Nakuru County peace accord (2010-2012).[21]
- Alice Wairimũ Nderitũ (2016) African Peace Building: Civil Society Roles in Conflict. In Pamela Aall and Chester A. Crocker (Eds). Minding the Gap: African Conflict Management in a Time of Change (2016).[22]
- Alice Wairimũ Nderitũ (2016). Catherine Ndereba: The Authorised Biography of a Marathon World Record holder
- Alice Wairimũ Nderitũ (2018). Beyond Ethnicism: Exploring Ethnic and Racial Diversity for Educators. Mdahalo Bridging Divides Limited.[23]
- Alice Wairimũ Nderitũ (2018). Kenya: Bridging Ethnic Divides, A Commissioner’s Experience on Cohesion and Integration. Mdahalo Bridging Divides Limited.
- Swanee Hunt & Alice Wairimũ Nderitũ. (2018). WPS as a political movement. In Sara E. Davies & Jacqui True (Eds). The Oxford Handbook of Women, Peace, and Security. New York: Oxford University Press.[24]